# Плита (село)
Пли́та — село у Конятинській сільській громаді Вижницького району Чернівецької області України.

## Географія
На північно-східній околиці присілку села бере початок річка Миши — права притока Путилки.

## Історія
З 1991 року в складі незалежної України.
26 січня 2017 року шляхом об'єднання Довгопільської, Конятинської та Яблуницької сільських рад село увійшло до Конятинської сільської громади.